# سالم نملان العازمي
سالم نملان العازمي (1967 - )؛ سياسي كويتي، ونائب سابق في مجلس الأمة الكويتي.

## الشهادات
حاصل على بكالوريوس في علوم الشرطة (كلية الشرطة ـ الكويت 1990) وحاصل على الإجازة الجامعية في الحقوق ـ جامعة الكويت عام 1996 وحاصل على دبلوم دراسات عليا في القانون ـ جامعة الكويت 2001 حاصل على دبلوم دراسات عليا في التجارة الدولية ـ كلية الحقوق ـ جامعة عين شمس 2005.

## انتخابات مجلس الأمة 2009
حصل المرشح سالم نملان العازمي في انتخابات مجلس الامة الكويتي على 15,637 صوت وحل بالمركز الثالث في الدائرة الانتخابية الخامسة.

## قضية دخول مجلس الأمة
كان سالم النملان أحد المتهمين في قضية دخول المجلس والتي تعود إلى 16 نوفمبر 2011 وقد تم صدور حكم قضائي على النملان وآخرون بالحبس لمدة 6 سنوات ونصف وتم اختيار تركيا منفى لهم.
أصدر أمير دولة الكويت الشيخ نواف الأحمد الجابر الصباح عفواً عن متهمي قضية دخول المجلس وعاد النملان إلى الكويت في تاريخ 15 نوفمبر 2021.